# Blindisalm
Die Blindisalm, auch Blindesalm oder Blindes Alpe, ist eine Alm am Kahorn in der Fraktion Oberrotte der Gemeinde St. Jakob in Defereggen.

## Lage
Die Blindisalm besteht aus einer größeren und drei kleineren Hütten, die in einer Waldlichtung oberhalb der Ortschaft Rinderschinken stehen. Die Blindisalm liegt an den Nordabhängen des Kahorns in den Villgratner Bergen bzw. unterhalb des Quellgebiets des Blindisbaches, der westlich an der Blindisalm vorbeifließt. Historisch umfasst das Gebiet der Blindisalm das Gebiet zwischen dem Kahorn im Norden und dem Wald unterhalb der Almhütten. Im Osten bildet der Nordnordostgrat des Kahorns die Grenze zur Hinteren Stalle und Alpe Stalle, im Westen verläuft die Grenze zur Lappachalm vom Nordwestrücken des Kahorns etwa entlang der Grenze zwischen der Einzugsgebiete von Lappbach und Blindisbach.

## Geschichte
Das Franziszeische Kataster verzeichnet vier Almhütten für die Blindisalm. Die Bergmähder der Alm befanden sich westlich der Almhütten auf der linken Seite des Blindisbach. Flurnamen wie Unteres und Oberes Tummahd oder Heulahner zeugen noch von dieser Bewirtschaftung. Die Flächen, die Mitte des 20. Jahrhunderts noch frei gewesen sein dürften, sind heute locker bewaldet. Die mittlere der Hütten der Blindisalm wurde bereits 1844 errichtet. Die Hütte wurde 1944 von tonnenschwerem Nassschnee verschoben. Obwohl die Hütte von Männern mit Stämmen und Stelzen gesichert worden war, stürzte die Hütte in der Folge mit der breiten Seite die Bergwiese hinab. Die Hütte wurde aufgebaut, blieb jedoch schief und verdreht.

## Aufstiegsmöglichkeiten
Der schnellste Aufstieg zur Blindisalm erfolgt vom  Defereggental von den Ortschaften Pötsch oder Rinderschinken über den bewaldeten Nordnordostrücken des Kahorns zur Blindisalm. Die Blindisalm ist durch Wanderwege mit der Lappachalm im Osten und der Alpe Stalle im Westen verbunden. Von der Blindisalm führt ein Weg nach Osten und danach nach Norden zum Kahorn.